# 8323 Krimigis
8323 Krimigis este un asteroid din centura principală, descoperit pe 17 octombrie 1979, de Edward Bowell.